# Мухаммад VIII аль-Амін
Мухаммад VIII аль-Амін ібн Мухаммад аль-Хабіб (араб. الأمين باي بن محمد الحبيب‎; нар. 4 вересня 1881 — 30 вересня 1962) — останній бей Тунісу з династії Хусейнидів в 1943—1956 роках, перший і останній король Тунісу в 1956—1957 роках.

## Життєпис

### Спадкоємець
Син Мухаммада ібн Мухаммада та Лейли Фатіми бінт Мухаммад. Народився 1881 року в Карфагені. 1922 року його батько став новим беєм, але вже 1929 року помер. Втім Мухаммад не отримав титулу бея, який перейшов до стрийка Ахмада II. Лише після смерті останнього 1942 року новий бей Мухаммад VII аль-Мунсіф надав Мухаммаду аль-Аміну офіційний титул спадкоємця трону (бей аль-махалла) і звання дивізійного генерала. Невдовзі розкрив змову проти бея генерала Мухаммада Белходжи.
У травні 1943 року до Тунісу прибув французький генерал Альфонс Жуен, який отримав наказав повалити мухаммада VII за начебто підтримку італо-німецьким військ Осі та поблажливе ставлення до націоналістичної партії Дестур. 14 травня 1943 року, незважаючи на відсутність вагомих доказів та спротив Мухаммада VII було позбавлено трону, новим беєм став Мухаммад аль-Амін. Проте лише 6 липня Мухаммад VII погодився підписати офіційне зречення.

### Бей
Мухаммад VIII невдовзі отримав Орден Почесного легіону. Разом з тим продовжилася практика фактичного керування французами справами Тунісу, на які бей не мав жодного впливу. Але невдовзі стикнувся з ворожістю частини сановників, що виступали за повернення на трон Мухаммада VII. Щоб відновити свою репутацію, він підтримав викладачів Університету Аз-Зайтуна, які страйкували в грудні 1943 року. Проте прихильники колишнього бея не полишали намірів повернути того на трон. 1944 року вони з цим звернулися до Шарля де Голля, проте марно.
1945 року відвідав Францію, а потім Німеччину. 1946 року відбувся загальний страйк на знак протесту проти арештів націоналістів. Проте бей не виявив жодної позиції, прикинувшися хворим. В подальшому намагався замирити партії Дестур і Новий Дестур, проте марно.
Лише 1948 року після смерті колишнього бея Мухаммада VII його становище покращилося, оскільки тепер він більшістю розглядався як законний бей. Налагоджується стосунки з Саліхом ібн юсуфом, головою Дестуру, та Хабібом Бурґібою. очільником Нового Дестуру. Коли 1952 року французька колоніальна влада арештувала Бурґібу, то бей виступив з гнівним протестом до французького президента Венсана Оріоля. У відповідь французи звільнили та арештували міністрів-тунісців. Потім під тиском французької адміністрації погодився на нові муніципальні вибори, які були зірвані терором прихильників незалежності.
1953 року було вбито спадкоємця бея — Сіді Азз ад-Діна. В результаті французи пом'якшили репресії, звільнивши 1954 року раніше арештованих міністрів. Спроби сформувати новий уряд та провести реформи наштовхнулися на спротив Нової дестур через відмову Франції звільнити Хабіба Бурґібу. Того ж року зустрів в Тунісі нового французького прем'єр-міністра П'єра Мендес-Франса, в якого просив запровадити автономію Тунісу.
1955 року було домовлено про перетворення бейліку на королівство Туніс, розширення прав короля. також було звільнено Бурґібу. Згодом оголошено про скликання на 1956 рік Установчих зборів. Натомість Мухаммад VIII погодився підписати додаткові умови до Бардоського договору 1881 року, зміцнюючи франко-туніський союз. Але невдовзі почалися конфлікти між Дестур і Новою дестур. Бей підтримував Саліха ібн Юсуфом, очільника першої, але цим налаштував проти себе Хабіба Бурґібу. Зрештою Саліх вимушен був втікати з Тунісу, а влада все більше переходила до прихильників Нової Дестур.

### Король
20 березня 1956 року було підписано франко-туніський протокол, яким було засвідчено завершення протекторату Франції в Тунісі. Того ж дня Туніс було оголошено королівством, а Мухаммада аль-Аміна його королем.
На виборах до Установчих зборів Тунісу 1956 року переміг Національний союз (союз між Новим Дестуром, Загальною профспілкою праці Тунісу, Національним союзом селян Тунісу та Союзом ремісників і купців Тунісу). В результаті прем'єр-міністром став Хабіб Бурґіба. Вже 31 травня 1956 року було скасовано усі привілеї правлячої династії. 21 червня було ліквідовано згадку про Хусейнидів на державних знаках Тунісу, 31 серпня відібрано у короля підписувати нормативні акти.
15 липня 1957 року туніська армія замінила королівську гвардію навколо палацу, після чого король фактично втратив свободу пересування. 18 липня його молодший син Салах ад-Дін був заарештований за хибними звинуваченнями. 25 липня 1957 року Установчі збори проголосували за скасування монархії, проголошення республіки та призначення Бургіби президентом.

### Останні роки
Спочатку мешкав з родиною в старому і занедбаному палаці в Манубі. 1958 року його перевели до віли в Сукрі, надавши щомісячну платню в 80 динарів. Перебував з родиною під домашнім арештом. Невдовзі колишнього короля, його дружину й синів стали допитувати щодо зникнення коштовностей Хусейнидів.
1960 року було знято домашній арешт, Мухаммад аль-Амін перебрався до столиці. Помер 1962 року.